# Olympische Sommerspiele 1972/Teilnehmer (Ghana)
| Gelbes Symbol für Goldmedaillen mit stilisierten Olympischen Ringen | Graues Symbol für Silbermedaillen mit stilisierten Olympischen Ringen | Braundes Symbol für Bronzemedaillen mit stilisierten Olympischen Ringen |
| ------------------------------------------------------------------- | --------------------------------------------------------------------- | ----------------------------------------------------------------------- |
| —                                                                   | —                                                                     | 1                                                                       |

Ghana nahm an den Olympischen Sommerspielen 1972 in München mit einer Delegation von 35 Sportlern, darunter zwei Frauen, an 17 Wettbewerben in drei Sportarten teil. Bei der fünften Teilnahme an Olympischen Sommerspielen für das Land konnte eine Bronzemedaille gewonnen werden.

## Teilnehmer nach Sportarten

### Leichtathletik

#### Frauen
- Hannah Afriyie
100 m: Viertelfinale
200 m: Viertelfinale
- Alice Annum
100 m: 6. Platz
200 m: 7. Platz

#### Männer
- James Addy
200 m: Viertelfinale
4 × 100 m Staffel: Halbfinale
- Mike Ahey
Weitsprung: 29. Platz in der Qualifikation
- Johnson Amoah
Dreisprung: 21. Platz in der Qualifikation
- Sam Bugri
400 m: Viertelfinale
- George Daniels
100 m: Erste Runde
200 m: Viertelfinale
4 × 100 m Staffel: Halbfinale
- Billy Fordjour
1500 m: Erste Runde
- Robert Hackman
3000 m Hindernislauf: Erste Runde
- Ohene Karikari
4 × 100 m Staffel: Halbfinale
- Sandy Osei-Agyemang
4 × 100 m Staffel: Halbfinale
100 m: Viertelfinale
- Joshua Owusu
Weitsprung: 4. Platz
- Moise Pomaney
Dreisprung: 23. Platz in der Qualifikation

### Boxen

#### Männer
- Prince Amartey
Mittelgewicht: 3. Platz
- Emma Ankudey
Weltergewicht: 17. Platz
- Richard Barnor
Halbmittelgewicht: 32. Platz
- Joe Cofie
Federgewicht: 33. Platz
- Joseph Destimo
Bantamgewicht: 9. Platz
- Emmanuel Lawson
Halbweltergewicht: 17. Platz

### Fußball

#### Männer
- Vorrunde

- Kader
- Oliver Acquah
- Armah Akuetteh
- Edward Boye
- John Eshun
- Henry France
- Abukari Gariba
- Joseph Ghartey
- Malik Jabir
- Peter Lamptey
- Essul Badu Mensah
- Alex Mingle
- Clifford Odame
- Kofi Osei
- Kwasi Owusu
- Ibrahim Sunday
- Samuel Yaw